# Маршалл, Джеймс (актёр)
Джеймс Маршалл (англ. James Marshall; род. 2 января 1967, Нью-Йорк, США) — американский актёр. Наиболее известная роль — Джеймс Хёрли в телесериале «Твин Пикс» и его продолжении.

## Карьера
Будущий актёр родился 2 января 1967 года в Куинсе, Нью-Йорк, США, в семье продюсера и режиссёра Уильяма Р. Гринблатта и Шарлотты Грин (выступавшей в женском танцевальном коллективе The Rockettes). В 1980-х семья Джеймса переехала в Калифорнию.
В 1990 году Маршалл получил одну из центральных ролей в телесериале Дэвида Линча и Марка Фроста «Твин Пикс». Актёр сыграл крутого парня-мотоциклиста Джеймса Хёрли. Несмотря на популярность сериала, в дальнейшем Маршаллу не удалось построить серьёзную актёрскую карьеру — после закрытия «Твин Пикс» у него были заметные роли лишь в кинофильмах «Гладиатор» и «Несколько хороших парней». Партнерами по съемочной площадке стали Том Круз и Джек Николсон. Озвучивал Курта в английской версии игры Unlimited Saga.
Во второй половине 2000-х Джеймс Маршалл начал карьеру музыканта.
Летом 2010 года Маршалл подал в суд на фармацевтическую компанию Hoffmann-LaRoche (подразделение Roche Holding AG) с требованием возместить 11 миллионов долларов в качестве компенсации за травмы, которые, по его словам, он получил в результате приёма препарата Accutane. Он утверждал, что из-за приёма Accutane у него возникли настолько серьёзные желудочно-кишечные расстройства, что ему пришлось провести четыре месяца в больнице и удалить часть толстой кишки. Он утверждал, что эти травмы подорвали его актерскую карьеру. Звезды Мартин Шин (давний друг семьи), Брайан Деннехи, Исай Моралес и Роб Райнер (режиссер фильма Маршалла "Несколько хороших людей") должны были дать показания в его защиту. Дело Маршалла против Хоффмана-Лароша в конечном итоге не увенчалось успехом.
К счастью здоровье актёра смогло восстановиться и он вернулся к карьере музыканта.
В 2016 году появилась информация о том, что актёр вернётся к роли Джеймса Хёрли в третьем сезоне «Твин Пикс». Сезон вышел в 2017 году.

## Личная жизнь
Женат на актрисе Рене Гриффин. У пары двое сыновей (один из них — приёмный).

## Фильмография
| Год       |    | Русское название                | Оригинальное название          | Роль                                 |
| --------- | -- | ------------------------------- | ------------------------------ | ------------------------------------ |
| 1985      | с  | Она написала убийство           | Murder, She Wrote              | студент #3                           |
| 1986—1989 | с  | CBS Особенные школьные каникулы | CBS Schoolbreak Special        | Джоуи / Даг Симпсон / Вилли Вилленс  |
| 1989      | тф | Вспышка во тьме                 | Nightbreaker                   | Барни Иннерман                       |
| 1989      | с  | Чайна-Бич                       | China Beach                    | «Бугай» Канаски, морпех из госпиталя |
| 1989—1991 | с  | Проблемы роста                  | Growing Pains                  | Кевин Рендалл / Боб                  |
| 1990      | ф  | Муштра                          | Cadence                        | капрал Гарольд Ламар                 |
| 1990—1991 | с  | Твин Пикс                       | Twin Peaks                     | Джеймс Хёрли                         |
| 1992      | ф  | Гладиатор                       | Gladiator                      | Том Райли                            |
| 1992      | ф  | Твин Пикс: Сквозь огонь         | Twin Peaks: Fire Walk with Me  | Джеймс Хёрли                         |
| 1992      | ф  | Несколько хороших парней        | A Few Good Men                 | рядовой 1-го класса Лауден Дауни     |
| 1994      | ф  | Не делай этого                  | Don't Do It                    | Роберт                               |
| 1995      | тф | Невысказанная правда            | The Unspoken Truth             | Клэй                                 |
| 1996      | ф  | Кибершторм                      | Vibrations                     | Ти Джей                              |
| 1997      | тф | Билет                           | The Ticket                     | Кит Рейкер                           |
| 1999      | ф  | Король футбола                  | Soccer Dog: The Movie          | Алден                                |
| 2000      | с  | Голод                           | The Hunger                     | Ники                                 |
| 2001      | ф  | Лифт                            | Down                           | Марк Ньюман                          |
| 2002      | ф  | Особо тяжкие преступления       | High Crimes                    | охранник в суде (камео)              |
| 2003      | с  | C.S.I.: Место преступления      | CSI: Crime Scene Investigation | Гэри Куинн                           |
| 2004      | тф | Тварь                           | Alien Lockdown                 | Чарли Дрейфус                        |
| 2009      | ф  | В глазах убийцы                 | In the Eyes of a Killer        | шериф                                |
| 2010      | ф  | Проклятые                       | The Cursed                     | Билл Фишер                           |
| 2014      | ф  | Твин Пикс: Вырезанные сцены     | Twin Peaks: The Missing Pieces | Джеймс Хёрли                         |
| 2016      | ф  | Добро пожаловать в Каин         | Badlands of Kain               | Пи-Джей                              |
| 2017      | с  | Твин Пикс                       | Twin Peaks                     | Джеймс Хёрли                         |